# NGC 2853
NGC 2853 je galaksija u zviježđu Risu.

## Vanjske poveznice
- SEDS: NGC 2853